# Piegaro
Piegaro är en ort och kommun i provinsen Perugia i regionen Umbrien i Italien. Kommunen hade 3 549 invånare (2018).